# Willem van Hamal (-1279)
Willem van Hamal (? - 10 oktober 1279) was heer van Hamal en de eerste heer van 's-Heerenelderen.
Willem was de zoon van Daniel van Hamal (- 1254), heer van Hamal, Elderen en Villers. Hij zou in mei 1261 het initiatief hebben genomen om het huidige 's Herenelderen als parochie af te splitsen van Berg en het optrekken van de Sint-Stefanuskerk, waar hij ook ligt begraven.
Hij was getrouwd met een dame uit het huis Haneffe en kreeg met haar een zoon, genaamd Daniel van Hamal (-1289).